# Algemene verkiezingen in Liberia (1915)

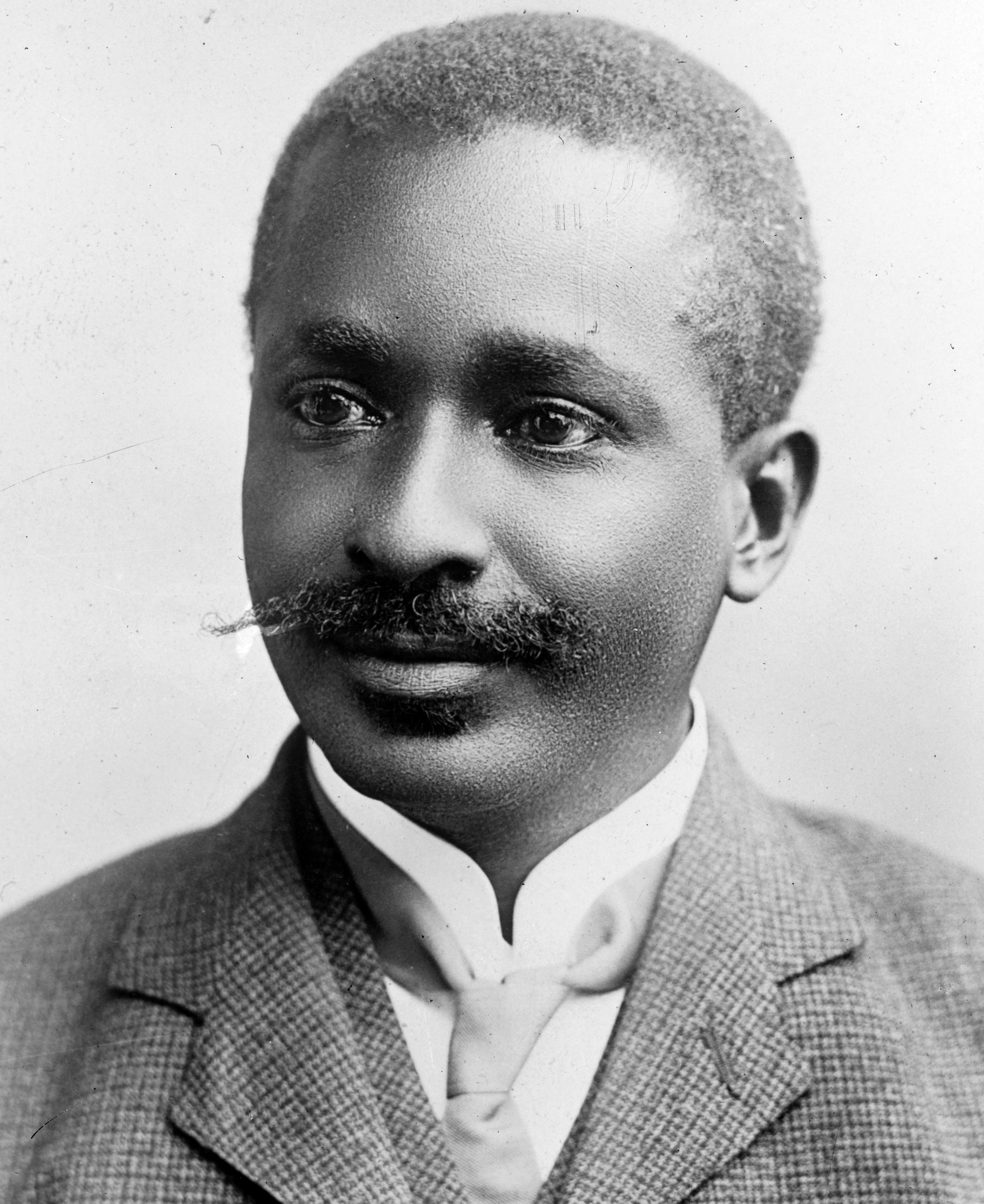
President Daniel Edward Howard.

De algemene verkiezingen in Liberia van mei 1915 werden gewonnen door zittend president Daniel Edward Howard van de True Whig Party. Na zijn verkiezing werd Howard geïnaugureerd voor een tweede termijn. Exacte data (opkomst, stemverdeling, e.d.) ontbreken.